# Nekrolog 1217
Nekrolog
◄◄
| ◄
| 1213
| 1214
| 1215
| 1216
| 1217 | 1218 | 1219 | 1220 | 1221 | ► | ►►
Weitere Ereignisse | Allgemeiner Nekrolog 1217
Die Beschreibung der verstorbenen Person sollte so kurz wie möglich gehalten sein und nur deren signifikante Tätigkeit(en) enthalten.
Neue Namen ggf. auch unter dem Geburts- und Sterbedatum, also etwa unter 1. Januar und im Geburts- und Sterbejahr (2024) eintragen (nur bei entsprechender großer Wichtigkeit). Für Beispiele siehe die schon vorhandenen Artikel.
Außerdem über die fünf zuletzt Verstorbenen, zu denen es einen ausreichend guten Artikel für eine Präsentation auf der Hauptseite gibt, nach der todesbedingten Überarbeitung der Artikel ggf. auch unter Wikipedia Diskussion:Hauptseite informieren und sie am besten auch in den anderen Wikipedia-Sprachversionen eintragen. Tipp: Regelmäßig bei news.google.de nach „ist tot“, „gestorben“ oder „verstorben“ suchen.
Wenn eine Person gestorben ist, gibt es viele Seiten zu dieser Person in der Wikipedia, die davon auch betroffen sind und entsprechend aktualisiert werden müssen. Beispiele: Namenübersichtsseite, Geburtsjahr, Geburtsort-Seiten und viele mehr.
Wie finde ich die betroffenen Seiten?
Im Suchfeld auf der linken Seite gibt man den Suchbegriff so ein: „Vorname Nachname“. Dann klickt man auf Volltext und alle Seiten mit entsprechendem Suchtext werden aufgerufen. Hier sieht man dann schnell, wo auch das Todesjahr Sinn macht oder sogar ein Teil des Artikels angepasst werden muss. Auch hilft das „Werkzeug“ auf der linken Seite sehr gut, um solche Seiten aufzufinden: „Links auf diese Seite“. Somit ist die Wikipedia wieder aktuell in allen Bereichen! Hinweis: bei Eintragung der Kategorie „Gestorben JAHR“ wird der Missbrauchsfilter 49 ausgelöst, was jedoch nicht schlimm ist. Siehe: Spezial:Missbrauchsfilter/49
Dies ist eine Liste von im Jahr 1217 verstorbenen bekannten Persönlichkeiten. Die Einträge erfolgen innerhalb der einzelnen Daten alphabetisch sortiert. Tiere sind im Nekrolog für Tiere zu finden.

## Januar
| Tag        | Name                      | Beruf, bekannt als           | Alter | Beleg |
| ---------- | ------------------------- | ---------------------------- | ----- | ----- |
| 17. Januar | Leopold II. von Schönfeld | römisch-katholischer Bischof |       |       |

## Februar
| Tag         | Name            | Beruf, bekannt als                                        | Alter | Beleg |
| ----------- | --------------- | --------------------------------------------------------- | ----- | ----- |
| 22. Februar | Juda ben Samuel | deutsch-jüdischer Schriftgelehrter, Philosoph und Ethiker |       |       |

## April
| Tag       | Name       | Beruf, bekannt als                               | Alter | Beleg |
| --------- | ---------- | ------------------------------------------------ | ----- | ----- |
| 23. April | Inge II.   | König von Norwegen                               |       |       |
| 25. April | Hermann I. | Pfalzgraf von Sachsen und Landgraf von Thüringen |       |       |

## Mai
| Tag     | Name   | Beruf, bekannt als | Alter | Beleg |
| ------- | ------ | ------------------ | ----- | ----- |
| 20. Mai | Thomas | Graf von Le Perche |       |       |

## Juni
| Tag     | Name        | Beruf, bekannt als  | Alter | Beleg |
| ------- | ----------- | ------------------- | ----- | ----- |
| 6. Juni | Heinrich I. | König von Kastilien | 13    |       |

## Juli
| Tag      | Name                    | Beruf, bekannt als                   | Alter | Beleg |
| -------- | ----------------------- | ------------------------------------ | ----- | ----- |
| 14. Juli | Hroznata von Ovenec     | Klostergründer und Seliger           |       |       |
| 22. Juli | Hadmar II. von Kuenring | österreichischer Ministerialadeliger |       |       |

## August
| Tag        | Name              | Beruf, bekannt als                  | Alter | Beleg |
| ---------- | ----------------- | ----------------------------------- | ----- | ----- |
| 24. August | Eustache le Moine | nordfranzösischer Pirat und Söldner |       |       |

## September
| Tag           | Name                                 | Beruf, bekannt als                       | Alter | Beleg |
| ------------- | ------------------------------------ | ---------------------------------------- | ----- | ----- |
| 7. September  | Heinrich von Pettau                  | römisch-katholischer Bischof             |       |       |
| 10. September | William de Redvers, 5. Earl of Devon | Earl of Devon, Lord of the Isle of Wight |       |       |
| 21. September | Kaupo                                | Livenfürst                               |       |       |
| 21. September | Lembitu                              | estnischer Anführer                      |       |       |

## Oktober
| Tag         | Name                  | Beruf, bekannt als                | Alter | Beleg |
| ----------- | --------------------- | --------------------------------- | ----- | ----- |
| 14. Oktober | Isabel von Gloucester | erste Ehefrau von Johann Ohneland |       |       |

## November
| Tag         | Name              | Beruf, bekannt als           | Alter | Beleg |
| ----------- | ----------------- | ---------------------------- | ----- | ----- |
| 2. November | Philipp von Dreux | römisch-katholischer Bischof |       |       |

## Dezember
| Tag         | Name            | Beruf, bekannt als           | Alter | Beleg |
| ----------- | --------------- | ---------------------------- | ----- | ----- |
| 9. Dezember | Rainald von Bar | römisch-katholischer Bischof |       |       |

## Datum unbekannt
| Tag | Name                                  | Beruf, bekannt als                                           | Alter | Beleg |
| --- | ------------------------------------- | ------------------------------------------------------------ | ----- | ----- |
|     | Richard de Clare, 3. Earl of Hertford | Earl of Hertford                                             |       |       |
|     | Friedrich II. Ellinger                | Propst des Klosterstifts Berchtesgaden                       |       |       |
|     | Ibn Dschubair                         | arabischer Geograph und Reiseschriftsteller                  |       |       |
|     | Jigten Gönpo                          | tibetischer buddhistischer Geistlicher                       |       |       |
|     | Künden                                | tibetischer buddhistischer Geistlicher                       |       |       |
|     | Alexander Neckam                      | englischer Wissenschaftler und Lehrer                        |       |       |
|     | Niketas Choniates                     | byzantinischer Staatsmann und Geschichtsschreiber            |       |       |
|     | Philipp Simonsson                     | König von Norwegen (Baglerkönig)                             |       |       |
|     | Wang Chuyi                            | chinesischer Daoist, einer der Sieben Wahrhaften des Nordens |       |       |